# Galericinae
Los galericinos (Galericinae) son mamíferos erinaceidos, una de las dos subfamilias de la familia de los erinaceidos. A pesar de que son más cercanos a los topos, parecen ratas muy grandes. Son animales principalmente carnívoros. Son nocturnos o crepusculares; salen a buscar comida durante el crepúsculo o por la noche, buscando en la tierra del bosque y utilizando el olfato para encontrar los animales de los cuales se alimentan. Los galericinos comen varios artrópodos, ratones, pequeños reptiles y anfibios, y de vez en cuando frutos y hongos.
Se conocen fósiles desde el Mioceno, como Deinogalerix y Apulogalerix.